# Trä

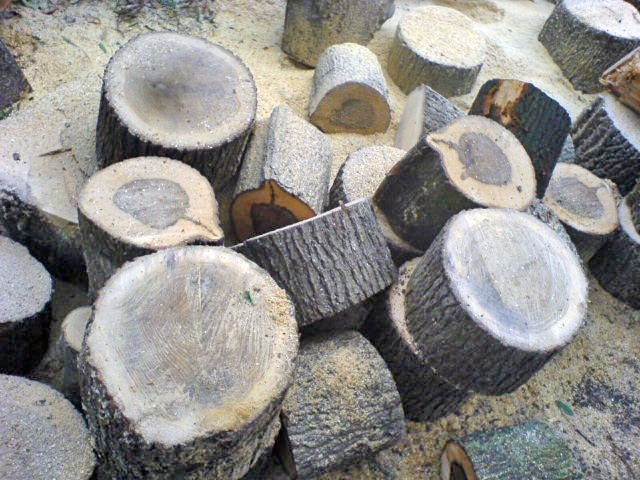
Trä sågat i skivor.

Trä eller ved är material som fås vid avverkning och bearbetning av träd (samt vissa vedartade gräs etc). Under större delen av mänsklighetens historia har det varit viktigt som bränsle och byggmaterial. Som virke använder man ofta trä som bearbetats till plank eller brädor; det används även för massatillverkning samt för att destillera fram olika tekniska produkter.

## Egenskaper och ursprung

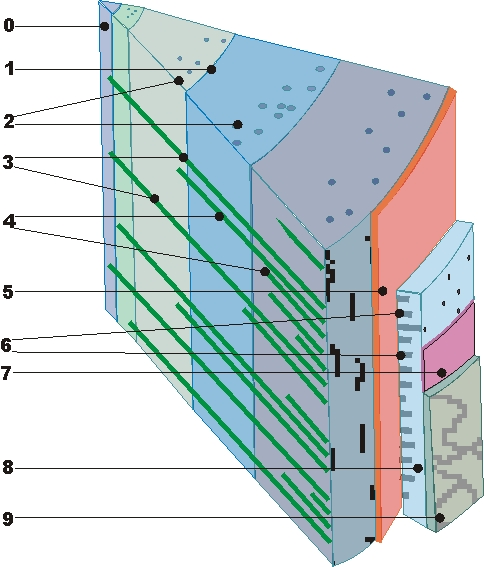
Tangentiellt snitt från en 4-årig stam: 0 = märg; 1 = gräns årsring; 2 = hartskanal; 3 = primär märgstråle; 4 = sekundär märgstråle; 5 = kambium; 6 = märgstråle i basten; 7 = korkkambium; 8 = bast; 9 = bark.

Xylem är den del av växten som transporterar vatten och mineral från rötterna, lagrar näringen som skapas i fotosyntesen och håller upp växten. Mellan 25 000 och 30 000 växtarter producerar trä, varav mellan 3 000 och 4 000 producerar trä som kan användas som material. De växter som blir trämaterial kan delas in i nakenfröiga växter (barrträd) och gömfröväxter(lövträd). Generellt kan man säga att de nakenfröiga växterna har mjukare trä och gömfröväxterna hårdare.
Ved från lövträd och barrträd skiljer sig genom att barrträdens ved består av trakeider och lövträden också har kärl. Veden hos lövträd har olika cellstrukturer: bandporiga(exempelvis Ek och Ask), eller ströporiga(exempelvis Al och Björk), men mellanting finns ocksåsom kallas semi- eller halvbandporig ved. I en del träd bildas tydligt avgränsad kärna och splintved.
I genomsnitt består trä när man bortser från vattenhalten av:
- cellulosa (40–50 %)
- lignin (20–30 %)
- hemicellulosa (20–30 %)
- andra ämnen, som fett, stärkelse, protein, kåda med flera (1–3 %, tropiskt trä upp till 15 %)
- aska (0,1–0,5 %, tropiskt trä upp till 5 %)

### Skogsbruk
Skogsbruk är omhändertagandet av skog, oftast i syfte att producera timmer. I modern tid har det blivit vanligare med skogsbruk som syftar till att bevara resurser som jordar, vatten, vilda djur och rekreationsområden.

## Användningsområden
Trä har många användningsområden, men denna artikel tar bara upp primära produkter. Dessa kan senare användas för att producera de mest skilda produkter: bostäder, möbler, båtar, sprängämnen, tidningar, bläck, tvättsvampar, fernissa, träkol, plast och musikinstrument med mera.

### Byggmaterial

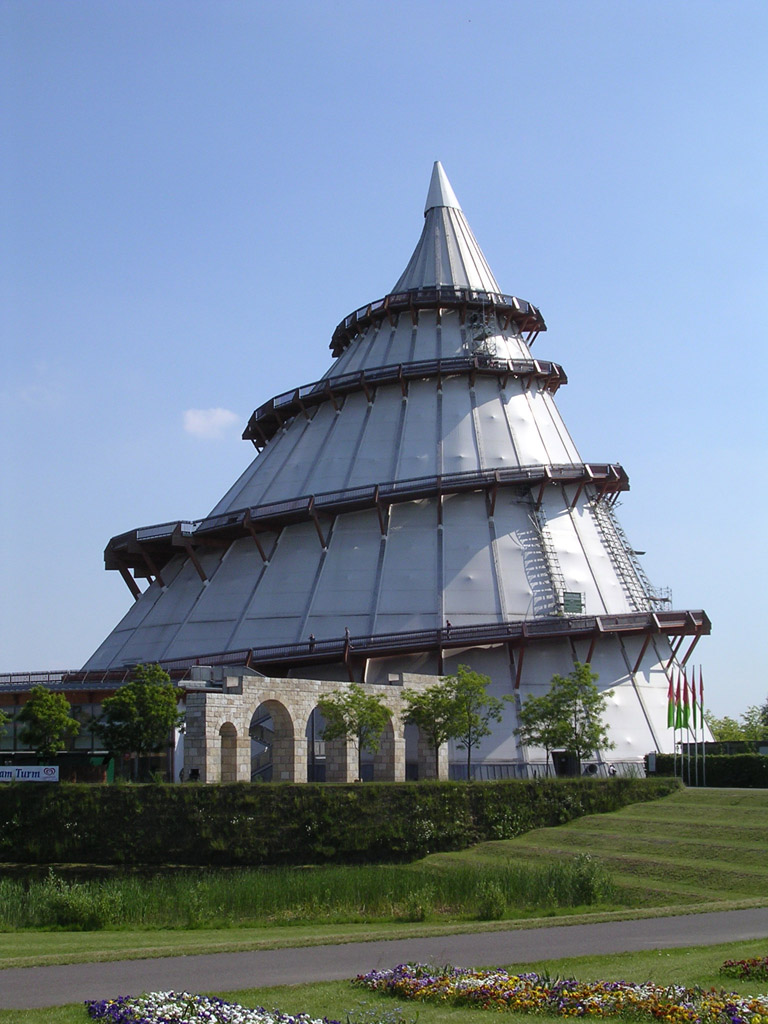
Torn byggt av trä i den tyska staden Magdeburg.

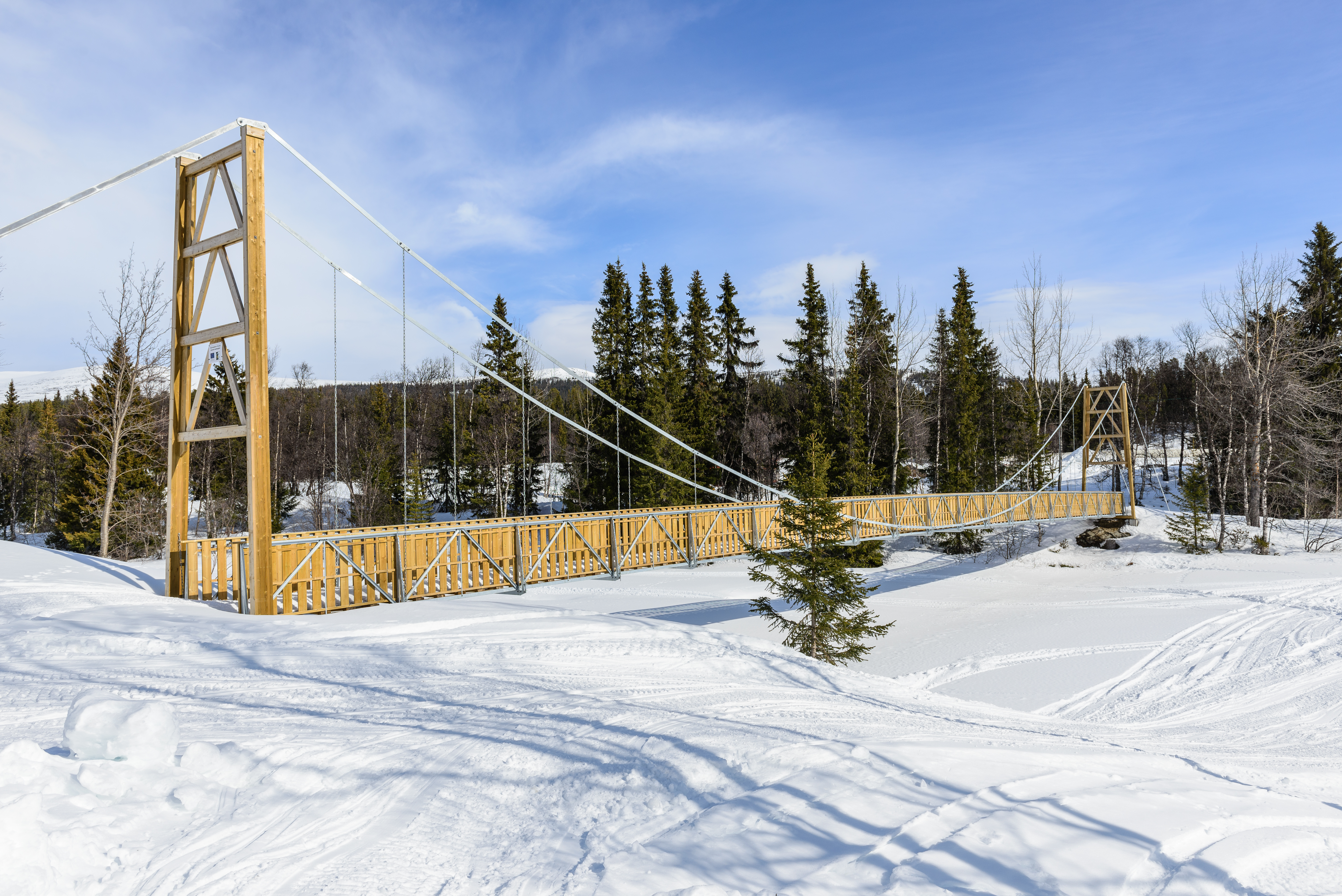
Hängbro över Ljungan i trä.

Trä är ett av de viktigaste och äldsta byggmaterialen. Det används bland annat som virke i konstruktionsdelar, lister, fönster, dörrar och inredningar. Det är också ett vanligt material i fasader, tak och golv, och till formbyggnad för betong.
På grund av den ökande brandfaran i byggnader med trä minskade användningen under tider med många krig. Idag ökar intresset igen med bättre brandskydd i byggnader. Trä är ett miljövänligt byggmaterial, som också är starkt och kan formas, men kan ruttna vid kontakt med vatten om det inte impregneras. Med klimat som i till exempel det svenska Norrland kan trähus bli nästan hur gamla som helst så länge det har ett fungerande tak. Det tillsammans med att vintrarna är långa och kalla och att sommaren är kort men ljus med många soltimmar som främjer upptorkning. Svampar har där en kort säsong för utveckling. Vinterns längd gör också att svamp har svårigheter vid övervintring.
I princip går det att bygga höghus med trä, men i regel används materialet bara för ytterkonstruktionen eller för de övre planen. Världens högsta byggnad i trä står i Brumunddal i Norge, och är 85 meter.
I fråga om brandsäkerhet i byggnadskonstruktioner är ur vissa synpunkter paradoxalt nog träbalkar bättre än stålbalkar. Vid en storbrand, som utvecklar temperaturer mer än 1000 °C brinner visserligen inte stål i första taget, men det mjuknar ganska snart, och konstruktionen kollapsar. Limträbalkar brinner, men trä är värmeisolerande, och det tar längre tid innan så mycket trä har förbränts att balken brister. För brandförsvaret kan det vara värdefullt med några minuters respit, innan delar av byggnaden faller samman.

### Egenskaper hos olika träslag
De flesta träslagen är lättare än vatten men det finns träslag som inte flyter i vatten, och sådant timmer kan följaktligen inte flottas utan hjälp av bärande pontoner. Ett exempel på sådant träslag är ebenholts. Ett av de lättaste träslagen är balsa, men detta har låg hållfasthet och är ganska mjukt (man sticker med lätthet in en knappnål djupt i en balsakloss med enbart handkraft). Ett omtyckt träslag till bland annat möbler är teak, men det har en fet yta som gör det mycket svårlimmat. För träsnideri är lind särskilt lämpligt, eftersom det är lätt att bearbeta med skärande verktyg. Av lind får man även trädgårdsbast.
För golv av massivt trä används i Sverige ofta furu och gran. Kärnfuru är mer dimensionsstabilt vid fuktvariationer än gran på grund av dess höga innehåll av harts vilket gör det motståndskraftigt mot mögel och röta men mörknar under inverkan av ljus. För golv som inte ska täckas av linoleum- eller plastmattor föredras därför ibland gran. Gran utstår böjpåfrestningar bättre än furu på grund av dess längre fibrer. Det gör att gran har varit ett vanligt material för tillverkning av forna tiders massiva skidor. Av samma anledning byggs takstolar och takåsar av gran.
Björk och bok är hårdare än furu samt även ek, men inte lika hårt som ask. Masurbjörk är vackert ådrad, och används vid möbelsnickeri med mera. För yxskaft och dylikt är bland svenska träslag ask det lämpligaste då det förutom att vara hårt också är segt, ett yxskaft av till exempel Björk knäcks lätt rätt av. I trakter där Ask inte växer har svallved av Björk och rönn, veden som väller över en skada på trädet, använts då det är mindre brottbenäget. Bland utländska träslag används gärna hickory. För båtdäck anses douglasgran, (ett barrträd av släktet Pseudotsuga), särskilt lämpligt. För träleksaker används ofta bok då det är lättbearbetat och inte lämnar lika mycket stickor i fingrarna som likvärdiga träslag.
Päronträ är ganska dimensionsstabilt och kvistfattigt och användes därför förr gärna för ritutensilier som vinkelhakar, mallar, räknestickor och dylikt. Numera tillverkas dessa föremål av plast.
Bambu är ett gränsfall, då det egentligen är ett gräs, och inte ett träd. Men det har många med trä liknande användningsområden. Ytan är mycket hård. Dess rörstruktur är hållfasthetsmässigt fördelaktig. Rör har bättre styrke-/viktförhållande än massivt material. Bambu används till metspön, men även till hyvlade rörväggar i splitcanespön för flugfiske. Orientens byggnadsställningar är ofta i bambu. Äldre skidstavar var av bambu. Ett användningsområde för bambu är till så kallade rör i blåsinstrument, bland annat klarinett, saxofon, oboe, och fagott. De numreras i hårdhet.
Firman Sun Hemmi har gjort sig känd för att använda bambu till räknestickor. Bambu ger där ett oöverträffat mjukt glid vid användningen av stickan. Pockenholz användes tidigare som lager till propelleraxlar, idag till hyvelsulor, träklubbor till att slå i hjullager och glidklossar till ramsågar. Det är träets hårdhet och "självsmörjande" egenskaper som utnyttjats i dessa fall.
De specifika egenskaper som ett träslag har är beroende av var och på vilket sätt ett träd växer. Redan under ett träds uppväxt kan man påverka det färdiga virkets kvalité med nygammal skogsvård. Virke från ett och samma träslag kan man få helt olika betingelser, hårdhet, rakvuxet eller krokiga träd. Barrträd kan få olika hartsinnehåll beroende på det enskilda trädets livscykel. Virke som sågas från en stock kan ha stor skillnad i vikt gentemot ett annat virke av samma art på grund av enskilda växtbetingelser, mer eller mindre snabb eller långsamt vuxet kan vara en av orsakerna.

### Vedeldning

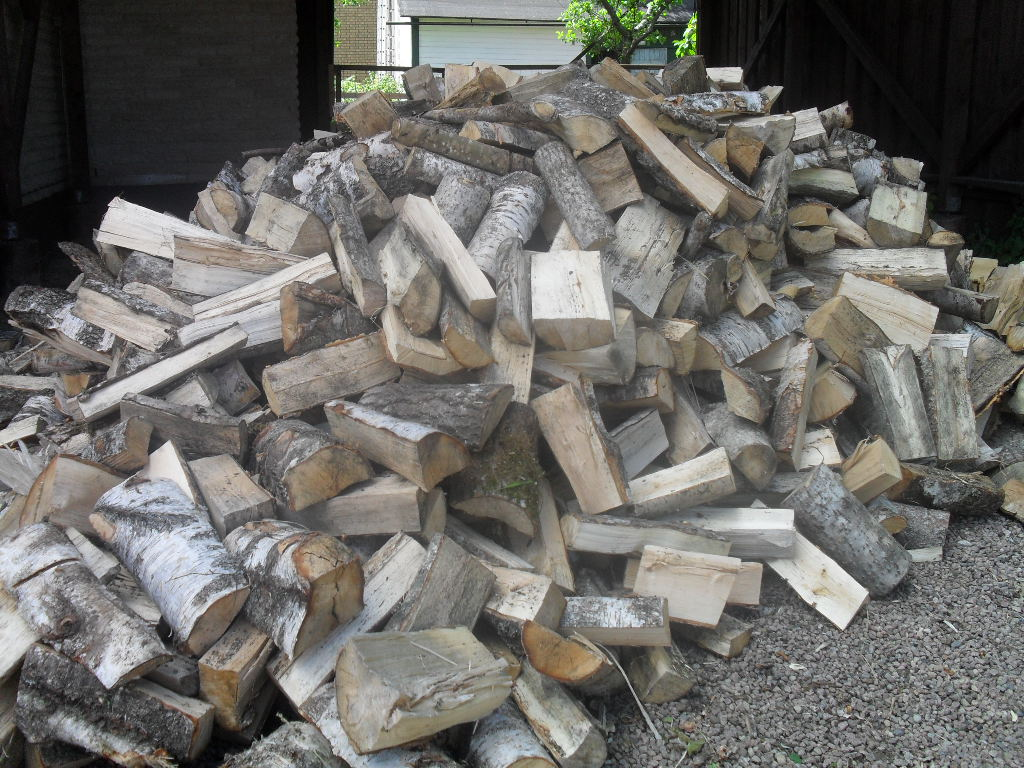
En hög med huggen ved.

Vedeldning är människans äldsta sätt att alstra värme för uppvärmning av bostäder och för matlagning. Vedens värmeinnehåll följer i stort, den densitet som veden har. Generellt har ved med hög densitet (såsom bok och ek), en långsam utbränning i träkolfasen. Ved med riktigt hög densitet behöver ofta brinna tillsammans med ved med lägre densitet för att fullständig utbränning skall ske. 
All helt torr ved har ett effektivt värmevärde i området 18,5 till 19,0 MJ/kg. Fukt i veden reducerar det effektiva värmevärdet, som sjunker med drygt 1% för en ökning av fukthalten med 1%, dock ej linjärt. Det effektiva värmevärdet för några olika vedslag med olika veddensitet visas i följande tabell med angivande av värmevärdet per fastkubikmeter (m3f) vid 20% fukthalt, som torde vara typisk nivå vid vedeldning. Veddensitet (oftast benämnd torr-rådensitet) anges som kg torr ved per fastkubikmeter. Eftersom man i värmesammanhang gärna jämför med värme från elkraft anges i tabellen värmevärdena i tabellen också i enheten kWh/m3f.
| Vedslag | Veddensitet, kg/m3f | Effektivt värmevärde, MJ/m3f | Effektivt värmevärde, kWh/m3f |
| ------- | ------------------- | ---------------------------- | ----------------------------- |
| Björk   | 610                 | 8 730                        | 2 420                         |
| Bok     | 680                 | 9 730                        | 2 700                         |
| Gran    | 430                 | 6 150                        | 1 710                         |
| Tall    | 490                 | 7 010                        | 1 950                         |

### Kemiska produkter
Av bland annat bokträ har olika kemiska produkter som till exempel ättika utvunnits. Ur barrträd, främst tall tappas terpentin som även utvinns vid sulfatprocessen.

#### Cellulosa och lignin
Ren cellulosa kan utvinnas ur massa efter att man renat den från alla andra beståndsdelar. Cellulosan används sedan för att producera en rad sekundära produkter. Några exempel är syntetiska fibrer, cellofan, plaster, fernissa, lack, bläck, lim, fotografisk film, magnetband, konstgjord svamp och sprängämnen. När cellulosan renas fram blir stora mängder av slaggprodukten lignin över. Mycket av ligninet dumpas eller bränns men man har börjat hitta allt fler användningsområden inom kemiindustrin. Ur ligninet kan framställas etanol som bland annat används som motorbränsle (se E85) eller denatureras till rödsprit (teknisk sprit) eller blåsprit.

### Träkol
Träkol tillverkas genom att trä torrdestilleras, vilket innebär att det värms med upp till 1000 °C utan att få tillgång till syre. Traditionellt tillverkas träkol i kolmilor men numera används stora metallugnar. Träkolet används främst som bränsle men som aktivt kol (ett poröst absorberande ämne) används det inom kemi- och läkemedelsindustri samt hembränning och som vattenfilter i akvarier.

### Drivmedel
Gengas är en gas som huvudsakligen består av vätgas, kolmonoxid, metan och koldioxid och fås vid ofullständig förbränning av trä. Fordon som drevs med gengas var vanliga i Sverige under andra världskriget då det rådde brist på övriga drivmedel.